# CHAOS;HEAD
『CHAOS;HEAD』（カオスヘッド、他表記：Chaos;HEAD、Chaos;HEAd、Chäos;HEAdなど）は、2008年4月25日に発売された5pb.企画、ニトロプラス発売のWindows用コンピュータゲーム。略称は「カオヘ」。
コンシューマでは2009年2月26日に5pb.よりXbox 360版『CHAOS;HEAD NOAH』（カオスヘッド ノア）が発売されたのをはじめ、2010年6月24日にPlayStation Portable (PSP) 版が、同年11月18日にiPhone/iPod touch版およびiPad版が、2012年1月24日にはAndroid版が、同年11月22日にはPlayStation 3 (PS3) 版が発売（『らぶChu☆Chu!』が同梱された『CHAOS;HEAD ダブルパック』も同時発売）。
2008年10月から12月にかけてテレビアニメが放送され、2009年3月4日からDVDシリーズの発売が開始、2012年11月21日にはBlu-ray BOXが発売された。
2010年3月25日にXbox 360にてファンディスク『CHAOS;HEAD らぶChu☆Chu!』（カオスヘッド らぶチュッ☆チュッ!）が発売された。2011年1月27日にPSP版、2012年11月22日にPS3版が発売された（『NOAH』が同梱された『CHAOS;HEAD ダブルパック』も同時発売）。本項では『らぶChu☆Chu!』についても扱う。
2014年8月21日に、PlayStation Vita (PS Vita)にて『NOAH』と『らぶChu☆Chu!』の2作品を1本のソフトに収録した『CHAOS;HEAD DUAL』（カオスヘッド デュアル）が発売された（ダウンロード版はそれぞれ別個のタイトルとして配信）。
2022年2月24日には、Nintendo Switch版の『CHAOS;HEAD NOAH』、および『CHAOS;HEAD NOAH』と『CHAOS;CHILD』をセットにした『CHAOS;HEAD NOAH / CHAOS;CHILD DOUBLE PACK』が発売された。
2022年10月8日には、Steam版の『CHAOS;HEAD NOAH』が発売された。

## 概要
5pb.とニトロプラスのコラボレーション企画「科学アドベンチャーシリーズ」第1弾として発表されたアドベンチャーゲームである。企画当初の題名は「ギガロマニアックス」であった。
恋愛や不良の街である渋谷を舞台 に数々の凄惨かつ不可解な事件が起こり、社会に大混乱が巻き起こる中で、ギガロマニアックスと呼ばれる妄想を現実に変えることのできる能力を持つ少年少女たちが陰謀へと立ち向かっていく物語である。
この作品の大きな特徴は「妄想トリガー」というゲームシステムで、ゲーム中に「妄想する」を選ぶと主人公の様々な妄想の世界を見ることができる。妄想にはポジティブの妄想とネガティブの妄想の2種類があり、（15歳以上対象なため度を越えたものは無いが）セクシャル要素や、バイオレンス要素、グロテスク要素の非常に強い描写が挿入されることもある。本作は一般的なアドベンチャーゲームのような選択肢は無く、代わりにこのシステムが場合によって物語の展開に影響し、シナリオの分岐を左右する。しかし妄想の選択一つで展開が大きく変化するほどではなく、物語の大筋は基本的に一本道である。二周目以降（一周目は通常ルートで固定）、この妄想トリガーによって物語終盤から別エンディングのシナリオや各ヒロインのルート（『NOAH』のみ）に分岐するようになる。
Xbox 360版では追加された折原梢ルートで露骨かつ過激な犯罪描写が含まれるため、コンピュータエンターテインメントレーティング機構 (CERO)の年齢区分が「Z」指定となっている ことから、性的描写の含まれない家庭用の美少女ゲームとしては初めて「Z（18才以上のみ対象）」に区分される作品になった。また、初めて家庭用に移植された際にPC版よりもレーティング区分が厳しくなったゲームでもある。なお、PSP版のレーティングは「D（17才以上対象）」となるが、前述の梢ルートに加え数多くのシーンで変更箇所がある。iOS版とAndroid版はPSP版と同等の内容で移植されており、iPad版はHD対応となっている。PS Vita版ではXbox 360版と同等の内容となり、レーティングは再び「Z」に区分された。その後発売されたNintendo Switch版ではZ区分となっているものの、その内容はPSP版と同等の修正が行われたものになっている。
初の英語対応バージョンとして、2022年10月7日（日本時間では10月8日）にSteam版と欧米のNintendo Switch版が発売予定と発表されていたが、このうちSteam版について、発売元のスパイク・チュンソフトは発売直前の10月1日に発売中止の決定を海外向けに発表、10月3日には日本国内向けにも発表した（Nintendo Switch版は予定通り発売）。中止の理由として、スパイク・チュンソフトは「Steamガイドライン（規定）ではゲームオリジナルの状態で発売することができず、規定に沿って修正した場合には本作のゲーム性が著しく損なわれることとなるため」とし、他のPC向けプラットフォームでの発売を検討する考えを明らかにしている。Steamでは本作と同程度の表現を含む後継作の『CHAOS;CHILD』が2019年に発売されており、Steam側の基準の不明瞭さを指摘する意見もある。海外ファンの間ではSteam運営元のValve Corporationに対し判断を撤回するよう求めるオンライン署名活動が行われている。
その後ファンの反響が届いたかははっきりしないが、10月7日にスパイク・チュンソフトよりSteamからの発売が10月8日になることが再決定したと発表された。この発表にはValve社のコメントも記述されており、発売の承認および審査プロセスの問題の見直しが表明されている。

## ストーリー

### 『CHAOS;HEAD』（および『CHAOS;HEAD NOAH』）
プロローグ
現代の東京・渋谷では、「ニュージェネレーションの狂気」と呼ばれる不可解で猟奇的な事件が連続して発生していた。第一の事件は、侵入不可能な渋谷コーネリアスタワーの屋上からの高校生5人による集団飛び降り事件『集団ダイブ』。第二の事件は、殺害された男子学生の胃に妊娠32週間の胎児の遺体が詰められた『妊娠男』。
いづれも警察は容疑者さえ発見できておらず、それぞれの事件に関連性はないとされていたが、一部のネット民やマスコミによって「同一犯ではないか？」と騒がれ始めていた。
序盤
渋谷のとあるビルの屋上のコンテナハウスで、引きこもり寸前の生活を送っているオタクの高校生・西條 拓巳は、MMORPGゲーム『エンスー』のトッププレイヤー「疾風迅雷のナイトハルト」として活動しながら、アニメキャラクターの「星来」を生きがいに、日常生活に背を向けて生きていた。
ある日、拓巳はインターネットのチャットで『将軍』と名乗る人物が書き込んだリンクURLから、次のニュージェネ事件を顕示させる「残酷な画像」を見る。その翌日、その画像どおりに、同じ学校の女生徒が被害者を壁に『張り付け』にしている凄惨な第三の事件現場を目撃し、あわてて拓巳は逃げ出す。
その後、同じ翠明学園3年生の楠 優愛に付きまとわれた拓巳は、優しい優愛に懐柔されかけていたが、豹変した彼女から証拠を突きつけられ、「ニュージェネ事件の犯人ではないか？」と疑われる 。幼い頃の拓巳には「自身に予知能力があった」と信じており、何者かが予知などで自分を陥れようとしているのではないかと不安を感じるようになる。
一方、巷で人気のアマチュアバンド「ファンタズム」の歌詞が、ニュージェネ事件を予告しているとネット掲示板で騒がれていることを知った拓巳は、彼らのライブに行った先で、ボーカルの「FES」こと岸本 あやせと知り合う。
その後、渋谷駅の公衆トイレで発見された男性の遺体から血液が抜かれ、身体が緑色になっていたという第四の事件『ヴァンパイ屋』が発生する。その事件現場には、拓巳がよく心の中で呟く言葉「その目だれの目？」というダイイングメッセージが残されていた。
中盤
しばらくして、拓巳が学校へ行くと教室の隣の席には、ニュージェネ第三の猟奇事件『貼り付け』をしていた少女・咲畑 梨深がいた。梨深は「以前から拓巳の友人」だと語り、クラスメイトの三住 大輔もそれに同意するが、拓巳にはまったく覚えがなかった。
絶望の淵にたたされる拓巳の前に、車椅子の老人『将軍』が現れて、「早く目覚めないと、もっとたくさんの人が死ぬ」と助言される。

### 『CHAOS;HEAD らぶChu☆Chu!』
前作のトゥルーエンドである「Blue Sky」エンディングの後の話であり、ファンディスクという位置づけであるが、内容は正統な続編である。前作と異なりトゥルーエンドといえる一つのエンディングは存在しない。
崩壊した渋谷で野呂瀬玄一の野望をノアIIと共に打ち破った拓巳が眠りについて1週間が過ぎた。一向に目覚める気配がない拓巳を見かねた梨深ら6人は思い切った行動に出ることにした。
その頃、拓巳は夢の中でリアルが充実した生活を求めて脱オタクを目指していた。しかし気がつくと季節は夏になっており、渋谷は崩壊していなかった。そもそもいつ夏になったのか、拓巳の記憶からはその部分が抜け落ちていた。混乱する拓巳の前に梨深ら6人が現れ、「これは拓巳の心象世界で、抜け出すためには世界のどこかにいる星来オルジェルを殺さないといけない」と告げられる。
再会したギガロマニアックスの少女たちはなぜか全員が拓巳に強烈な好意を示し、ほぼハーレムのような状態。何をしても怒られないという願ったり叶ったりな状況に、リア充ライフ到来と喜ぶ拓巳。
このまま愛欲にまみれるか、真実を突き止めるかは、全て拓巳が決めることになる。

## 用語

### ニュージェネレーションの狂気（ニュージェネ）
渋谷で起こっている不可解な連続事件の通称。非常に凄惨な犯行が多く、報道を自粛している放送局もある。自殺・他殺の違いや手口の違いは様々だが、共通して全ての事件の犯人・動機が明らかとなっていない。
集団ダイブ
ニュージェネ第1の事件。9月7日深夜、渋谷コーネリアスタワーで起きた集団飛び降り自殺。男子3人・女子2人の高校生5人が、手を繋いで屋上から飛び降りて転落死した。遺書は無く、遺族たちも動機が分からないと主張しており、状況証拠からも自殺とは考えられないとされている。
タワーの屋上は関係者以外立入禁止となっており、施錠されていた。彼らの遺品からその鍵は見当たらず、ドアノブにも被害者の指紋はなかったことから、被害者以外の第三者がその場にいた可能性が示唆された。
妊娠男
ニュージェネ第2の事件。9月19日早朝、渋谷駅付近で起きた殺人事件。21歳の男子大学生・近衛千鶴男が被害に遭い、その遺体の胃の中からは妊娠32週間の胎児の遺体が発見された。腹部に残った形跡から、被害者は生きたまま腹部を切開されて、胃に胎児を入れられた後に死亡したと見られる。
胎児は妊娠8か月ぐらいの状態で、母親の身体から帝王切開で取り上げられたと考えられる。DNA鑑定が実施されたが、男性と胎児の血縁関係はなかった。胎児の血液型はB型、被害者はA型であった。警察の捜査では、胎児の母親も見つかっておらず生死も不明。
張り付け
ニュージェネ第3の事件。拓巳が発見する。9月29日午後10時頃、渋谷区円山町で起こった殺人事件。56歳の都東大学教授・太田久の遺体が、裏路地のコンクリートの壁に十字架の形をした杭で張り付けられていた。死因は絞殺であり、殺害後に10本程度の釘を使って貼り付けにされていた。
遺体には外傷・出血はほとんどなく、一部を除いて衣服を通して貼り付けられていた。犯人らしき不審者は「私立翠明高校の女生徒の制服を着ていた」という目撃証言が複数ある。
ヴァンパイ屋
ニュージェネ第4の事件。10月10日午前5時頃、渋谷駅で起こった殺人事件。「ヴァンパイ屋」と名乗る人物からインターネットオークションで死体が撮影された写真が競りにかけられ、オークション利用者からの通報により、オークション出品から15分後に警察が渋谷駅のトイレで男性の遺体を発見された。
遺体からは血液がすべて抜かれ、ミイラのような状態となっていた。また、その遺体の皮膚は「緑色」に変色していた。現場の壁には「その目だれの目？」という言葉が書かれていた。
ノータリン
ニュージェネ第5の事件。10月23日未明、渋谷区の路上で起こった殺人事件。総合病院の医師が被害に遭い、遺体は頭部が切断され脳が取り除かれていた。司法解剖によると死因は栄養失調による衰弱死であり、この人物は脳が無い状態で1週間「生きていた」可能性が指摘されている。
美味い手
ニュージェネ第6の事件。10月28日午後8時頃、渋谷区渋谷川で女性の変死体が発見された。遺体は右手の肉が削り取られ、死因はその肉が体内に詰まったことによる窒息死であった。自殺であるか他殺であるかは分かっていない。アニメ版では物語の展開が変更され、この事件は起こっていない。
DQNパズル
ニュージェネ第7の事件。11月4日午前5時頃、渋谷区の線路沿いで起こった殺人事件。3人の男性が被害に遭い、3人の遺体は上半身と下半身に分裂され、それぞれ他人の体と縫合されていた。3人の額には「D」・「Q」・「N」の3つの英字が刻まれていた。「DQN」という言葉は、ある匿名掲示板で「一般常識の無い人」という意味がある。アニメ版では「美味い手」の事件が起こっていないため、この事件が第6の事件とされている。なお、この事件の被害者は作中で拓巳を襲う3人と同一人物である。

### ギガロマニアックス
妄想を現実に変える力を持つ者。語源は「誇大妄想狂」という意味の「メガロマニアックス」。自分の妄想を現実に変えるリアルブートという能力を持ち、他人の妄想を見ることができる。「妄想の剣」であるディソードを、リアルブートしていない状態でも視認でき、自らがディソードを手に入れることで覚醒する。また、ギガロマニアックスがする妄想はエラーと呼ばれる。
ギガロマニアックスとして覚醒するためには、想像を絶するほどの肉体的・精神的苦痛に耐え抜いて自分のディソードを見つけなければならない。それ故にギガロマニアックス全員が、心の中に何らかの大きな傷を残している。
ギガロマニアックスとなった者は共通して以下の能力を有する。

#### ディソード
ギガロマニアックスたちが所持する「妄想の剣」。形状は所持者によって異なる。「あらゆるリアルブートのショートカット」であり、ディラックの海に干渉するための端末。妄想の剣であるため、リアルブートしない限りギガロマニアックス以外の人間には見えない。この状態の時はただの妄想であるため、他のギガロマニアックスも触れられず、あらゆる物体を透過する。使用しない時はディラックの海に収納し、必要な時に引き抜くことができる。妄想の剣であるためか、どの剣も長大でありながら片手で振り回せるほど使用者の手に馴染む。リアルブートを行うたびにディソードには負の力が蓄積されてゆき、抑えきれなくなれば剣自身が意思を持つかのように暴走することもある。その際、刀身は通常の透き通った青い色から黒に近い色へと変化し、人体の構造をも無視した攻撃を勝手に繰り出す。
ディソードを手に入れることでギガロマニアックスは覚醒し、妄想を現実にする力を手にする。また、ディソードそのものをリアルブートして武器化することもでき、その状態になると刀身の一部が赤く発光し、どんなに強固な物でも容易に斬ることができる剣となる。ただし、本来の用途は前述の通りディラックの海に干渉しリアルブートを補助するための端末であるので、剣の形をしてはいるが直接的な斬り合いに使用するものではない。
ディソードはギガロマニアックスが覚醒していない状態でも常にそばにあり、その未覚醒のギガロマニアックスが見る風景のどこかに溶け込んでいる（例として、あやせには割れたガラスの破片、梢には雲の形が剣に見え、それらをディソードとして入手している）。

#### リアルブート
ギガロマニアックス個人が考えていること（妄想）を、周囲の人間たちに認識できる現象（現実）にする能力。また、ディソード自体を実体化させることも指す。
妄想を周囲の人間のデッドスポット（視覚の死角になる箇所）に落とし込み、個人の妄想が周囲との共通認識になることで現実化する。本来存在しないはずの物体を共通認識として量子力学的に現実化するため、「無い物が有るように見える」だけにはならず、最終的に存在しないはずの物でも現実化する。視覚を介する力であるため、第三者がある人間（物体）を別の存在に見えるようにするという、幻覚・催眠術めいた応用も可能である。強大な力を持つ者がこれを応用すれば人間すら作り出すことのできる万能の能力に思えるが、周囲の人間に対して認識するよう働きかけなければならないので一人では使用できないこと、たとえ使用できたとしても怪我の治療などには使えない（脳が痛みを認識してしまうため）ことなど欠点もある。また、負の妄想が作用しているので、無闇に使えばやがては使用者と現実とのズレを起こし、セナ曰く「存在としての自己崩壊」を招く。

#### 思考盗撮
他人（ギガロマニアックス、一般人を問わない） の思考を自身の妄想として読み取る能力。拓巳やセナのように強烈な妄想が鮮明な映像として映し出されたり、梢の場合は無差別に音声として流れ込んだりと、様々な盗撮の仕方が存在する。

#### 妄想シンクロ
相手の妄想に自分の妄想を同調させ、妄想の世界へ介入する能力。対象は1対1と限らず、複数の妄想を個人が一まとめにしたり、一人の妄想へ多数のギガロマニアックスが一斉に介入することもできる。また、シンクロした妄想はリアルブートされるので、例えばシンクロした妄想世界の中で戦闘となった場合、妄想世界において敗者が死ねば現実の世界でも死ぬこととなる。

### ノアII
希テクノロジーが開発した装置。Ir2を基に電磁波を発生させ、思考盗撮や洗脳、思考誘導を行う。思考誘導による周囲共通認識の発生やリアルブートも可能な、言わば人工のギガロマニアックスである。その発端は西條拓巳と大きく関わっている。
端末を所持していれば、ディソードの有無を除いて個人でもギガロマニアックスと同じことができるようになるものの、端末がリュック大の大きさをもつため視認性が高く機動性が低いことが欠点である。また、使用すると端末の起動音で気付かれたり、妄想力の強さによってはギガロマニアックスには効かない場合もある。しかしギガロマニアックスのように自己崩壊という危険性が無く、利用すれば地球上から一切の問題を解決することすら可能である。
原理は不明だが永久機関であり、思考誘導による防御機能を持つため、野呂瀬以外には触れることすらできない。

### その他の用語
「その目、だれの目？」
本作のキャッチコピーであり、拓巳が小学生の時に書いた作文のタイトルでもある。しかし、ニュージェネ事件の合言葉的フレーズともなったことにより日本中に知れ渡り、流行語のようになっている。実際は作文の本文よりも、用紙の裏に書かれた落書きこそが重要で、拓巳とギガロマニアックスを巡る事件の発端となっている。
fun10×int40=Ir2
拓巳が「その目、だれの目？」の作文の裏に書いた落書き。ミレニアム7の8つ目の問題の答えとされている公式。物語の重要な鍵となっている。
ゲロカエルん
女子高生の間で流行している、カエルを模したマスコットキャラクター。携帯ストラップは渋谷で人気の商品で、毎週金曜日に新作を発売する。
私立翠明学園
拓巳たちが通っている高校。10年ほど前に渋谷に設立された進学校で、偏差値は中の上程度。校舎がきれいでテレビドラマに使われることもある。制服は有名デザイナーがデザインしたもので、女子に人気がある。校則は厳しいらしいが、「自由な校風」を売り文句にしており最低限しか登校していない拓巳ですら進級できるなど実際は有名無実化している。運営している学校法人が希グループ傘下であり、意図的にギガロマニアックスが集められていた。
ブラッドチューン
星の力により魔法少女に変身するヒロイン「星来・オルジェル」が登場する漫画。通称ブラチュー。作中では「ブラッドチューン THE ANIMATION」（全26話予定）としてアニメ化されている。拓巳と優愛のお気に入り。
@ちゃんねる
作中に登場する、巨大電子掲示板サイト。5pb.のHP上で2010年のエイプリルフールに出現したことがある。
エンパイア・スウィーパー・オンライン
通称「エンスー」。作中で拓巳やグリムがはまっているMMORPG。プレイヤーがプレイヤーに攻撃することのできるPK行為が可能であり、その際にアイテムを奪ったりできる。プレイ中にチャットもできる。
@カフェ
拓巳が常連のネットカフェ。全室個室で、店の一番奥にあるROOM37が拓巳のお気に入り部屋となっている。
疾風迅雷のナイトハルト
拓巳が「エンスー」で主に使うアバター、ナイトハルトの異名。「エンスー」ではかなりの有名プレイヤーであり、英雄視されている。『STEINS;GATE』ではレトロPCを探す企画を他の@ちゃんねらーに呼びかける人物のHNとして登場。
リーゼロッテ
拓巳が「エンスー」で使用している、ナイトハルトとは異なるもう一つのアカウント。主に憂さ晴らしのために使い、IDがばれないように「@カフェ」のパソコンで使用している。
希（のぞみ）テクノロジー
大企業グループ「希グループ」の元となった会社であり、研究・開発を担っている。社長は野呂瀬玄一。ノアIIを開発した会社。
天成神光会
カルト宗教団体。「神光の救いあれ」が合言葉。ノアIIを悪用しようとする。普段は一般人として社会に紛れており、西條の身近にいた意外な人物もその信者であった。信者たちは皆一様に教祖の言葉を盲信しており、中には救いのためと愛する者すら犠牲にする信者もいる。
有限会社シンコー
ゲロカエルんの製造会社。なぜか商品自体に社名を記載していない。なお、同名の会社が実在するが、関連性は無い。
解離性同一性障害
いわゆる多重人格。詳細は上記のページを参照。
G.Eレート
「Gravitation Error rate（局所的な重力異常の値）」。世界中に点在する重力値が異常を示すスポットであり、渋谷もその1つである。
これが上下するとそこにいる人々のバイオリズムは急激に変動し、操作すれば人為的に暴動を引き起こせる。
300人委員会
陰謀論において多用されている秘密結社。世界の支配構造を影から操っているとされる。本作の事件の黒幕のさらに背後にいる存在として設定されているが、規模が大きすぎるために物語の表側にはほとんど関わってこない。

## 登場人物

### 主人公
西條 拓巳（にしじょう たくみ）
声：吉野裕行
年齢：17歳。誕生日：6月21日。身長：170cm。体重：54kg。血液型：AB型。誕生石：パール。星座：双子座。
本作の主人公。私立翠明学園2年生。引きこもりのダメ人間。「ふひひ」という特徴的な笑い方をする。
オリジナルの西條拓巳は将軍。主人公として登場するこちらの西條拓巳は将軍が妄想によって作り出した分身のような存在にあたる。実際には誕生してから1年にも満たない存在であるが本人は自覚していなかった（誕生した時からオリジナルである将軍の記憶を与えられており、幼少時の回想も将軍のものである）。
どんな時でもコーラを愛飲する。重度の妄想癖持ちかつ重度の変態でありオタク。その変態ぶりは服を着たままの女性のボディラインを透視でき、下着のデザインまで把握するほど。さらにはその見境のなさで実妹までも毒牙にかける。だが彼のヘタレぶりはなぜか敵を警戒させる。物心がついた時から何かの「視線」を感じており、小学生の頃にはそのことを「その目だれの目？」という題で作文に書いている。
理由は不明だが家族とは別居しており、父親の経営するビル会社の管理下にある神泉町の「KURENAI会館ビル」の屋上で、コンテナハウスを「ベース（基地）」と呼び一人暮らししている。人とのコミュニケーションを極度に嫌い（ネット上の交流は除く）、「最低登校シフト表」を自作し、学校には進級に必要な最低限の登校日数で登校している。しかしインターネットを使って自宅で勉強しており、「頭はいい」と自ら語る通り英語の論文を読解できたりと学力は高い。「ベース」での暮らしは気に入っているものの、自身が住んでいる渋谷を「即刻滅ぶべき」と忌み嫌っており、「ここ（ベース）がアキバなら最高だったのに」と語る。
作中のMMORPG『エンパイア・スウィーパー・オンライン（エンスー）』では「疾風迅雷のナイトハルト」という異名でプレイヤーたちに知られる熟練プレイヤーであるが、裏では違反行為であるRMTをして小遣い稼ぎをしている。
常識人から見れば異常な妄想癖があり、自分でも妄想していることにすら気付いていないことがあるほど。それ故にフィギュアである星来オルジェルと妄想で会話できる。部屋はデスクに設置してあるPCを中心に棚には100近い大量の美少女フィギュア（PC版ではNitro+関連のゲームのキャラクターばかりであったが、NOAHでは同社がコラボレーションした作品のキャラクター程度に留められている）や同人誌があり、床には空になったペッドボトルや食べ終わったコンビニ弁当などのゴミが放置されている。2ちゃんねる（作中では「@ちゃんねる」）用語やネットスラングをたびたびチャットや実生活でも使用する（「ktkr」など）。演じた吉野裕行は収録時のエピソードとして、ネットスラングや専門用語のアクセントがわからず苦労したと語っている。
チャットでの将軍との接触を境にニュージェネ、そしてその裏での戦いに巻き込まれることになる。基本的に過剰なまでの被害妄想で物事を捉えるため他人の好意を無下にしたり思い込みから無神経な発言をしたりもする。だが心の底では七海を大切に思っていたり、野呂瀬に捕らわれた梨深のために命がけの戦いを決意したりと熱い面も見せる。当初は梨深を「悪魔女」と呼び毛嫌いしていたが、常に自分を支えてくれる梨深に対して徐々に惹かれていくようなる。
あやせの自殺騒動の際に無意識にディソードなしでリアルブートするという謎の能力を発動し、屋上から飛び降りたあやせが助かるよう花壇が生み出す。それを知った諏訪の企みにより日本中に知れ渡る醜態を晒すこととなり、さらには梨深によって自分が将軍の妄想によって作り出された存在であるという真実を聞かされたことで一時は精神的にどん底に落とされる。しかし後に野呂瀬に捕らわれた梨深を助けたい一心でギガロマニアックスとして覚醒し、ディソードを手に入れることに成功。野呂瀬との戦いにおいては拷問を受けて一度存在を失ったことにより最強の存在へと進化し、圧倒的な力で野呂瀬の野望と共にノアIIを破壊して梨深を救出する。しかしその力は将軍により与えられた部分が大きく、続編の『らぶChu☆Chu!』ではギガロマニアックスとしての力を完全に失っている。心象世界からの脱出を試みつつ脱オタを目指す。脱オタ以外にも自主的に学校へ登校するよう心がけたりと精神面の成長を見せている。本編後なのもあって梨深を含む全員に好意を寄せられているが、彼女たちとのショッキングな出来事もあって妄想だと懐疑的になっている。
アニメ版では彼の制服のネクタイとズボンの色が青から緑に変更されている。また、原作で彼が発言するきわどい台詞は全てカットされている。
ディソードのモデルの花は「スイレン」である。一切の無駄を廃した細く直線的なフォルムが特徴で、柄には炎の意匠が刻まれている。
『STEINS;GATE』ではIBN 5100を探すネット上の"祭"の中心人物としてあげられた疾風迅雷のナイトハルトとしてちょい役での登場。スピンアウト作の『STEINS;GATE 変移空間のオクテット』ではIBN 5100を入手したため2025年の未来が大変なことになったという騒動の元凶となり、重要人物に昇格した。
『ROBOTICS;NOTES』ではツイぽで実際に登場し、2019年になってもなお無職かつ引きこもりであることが判明する（が、300人委員会に敵対する者たちの1人として行動している）。
電撃オンラインが開催した第1回キャラクター人気投票での順位は4位で、第2回は5位。

### ヒロイン
PC版ではメインヒロインの咲畑梨深を軸にした通常ルートしか存在しないため、セナ・優愛・梢・あやせ・七海は攻略不可能だったが、Xbox 360版以降のNOAHでは前述の5人の個別ルートと、通常ルートとは別の梨深ルートも用意されたため、事実上攻略可能となった。ただし、中には恋愛要素が皆無なルートも存在する。また、ほとんどのルートがハッピーエンドとは言い難い結末を迎える。本作の真の結末（通常ルートの補間的内容）を描くシナリオとして「Blue Sky」ルートがあるが、無印の場合はバッドエンドルート、NOAHの場合は全てのルートを攻略後のみ分岐可能になる。続編である『らぶChu☆Chu!』はそれを補完する形となっている。
咲畑 梨深（さきはた りみ）
声：喜多村英梨
年齢：17歳。誕生日：7月3日。身長：158cm。体重：46kg。バスト：84cm。ウエスト：58cm。ヒップ：86cm。血液型：B型。誕生石：ルビー。星座：かに座。好きな食べ物は蕎麦。
今作のメインヒロイン。拓巳がニュージェネ第三の事件（張り付け事件）の現場で出会った謎の少女。屈託ない明るさを持つ行動派で口癖は「ビシィッ!」。この際は同時に敬礼のポーズも取る。本人曰く拓巳とは1年生の頃から友人であり、いつの間にか同じクラスの隣の席に座っている。ショッキングな出会いから拓巳に「悪魔女」と呼ばれ警戒されようと意に介さず接して次第に打ち解けていくが、その裏で拓巳が恐れている将軍とも極秘に接触している。実はギガロマニアックスであり、小学生のころ事故で両親を失った直後に野呂瀬に捕らわれ、ある「実験」のモルモットにされていた過去を持っている。公の記録上は既に死亡している。
彼女が拓巳に接近したのは彼をニュージェネレーションの狂気から遠ざけ、ギガロマニアックスとして覚醒するのを阻止するためである。彼が覚醒すれば将軍の命が削られていくので事件とは無縁の生活を送れるようにしたかったが、それが叶わぬ場合は殺害しようとも考えていた。しかし彼女自身が拓巳に恋愛感情を持ってしまい、将軍に対する感情との板挟みで激しく苦悩することになる。原作では本格的に登場して拓巳に関わるようになるのは中盤からだが、アニメ版では第1話から登場する。拓巳の呼び方は「タク」。
物語終盤、一連の事件を解決するために単身野呂瀬に闘いを挑むも力及ばず敗れ、拓巳をおびき寄せるための人質にされてしまう。しかしギガロマニアックスとして覚醒した拓巳の手によって野呂瀬は倒され、無事救出される。その際、拓巳とキスをする。
続編の『らぶChu☆Chu!』において、被験体時のトラウマからベッドで横になって眠れないという事実が判明する。またゴキブリが死ぬほど苦手。本編後なのもあって拓巳とキスしたことが、自分以外のヒロインたちにバレた際は険しい視線を浴びていた。学校に通えなかったので成績は悪く、身寄りがないので大変貧乏であり、下着を含む衣服のほとんどはリアルブートで補っている。ただし最低限のモラルとして現金のリアルブートだけは極力しないよう心がけているらしい。彼女のルートのエンディングでは拓巳から「僕のお嫁さんになってください」とプロポーズされ、それを受け入れて結ばれる。
ディソードのモデルの花は「キキョウ」であり、鳥の翼のように展開する特殊な形状となっている。また中央から分離させられ、彼女のディソードのみ二刀流である。
電撃オンラインが開催した第1回キャラクター人気投票での順位は5位、第2回では2位（156票）を獲得した。
蒼井 セナ（あおい セナ）
声：生天目仁美
年齢：17歳。誕生日：3月8日。身長：162cm。体重：46kg。バスト：75cm。ウエスト：54cm。ヒップ：79cm。血液型：AB型。誕生石：アクアマリン。星座：うお座。
ヒロインの一人。翠明学園3年生。好きな教科は科学で幅広い理系の知識を持っている。男勝りで強気の性格をしているのだが、実際にはその凛々しい姿からは想像できないほど気が弱くてヘタレであり、それを周囲に悟らせないために強気の態度で隠しているに過ぎない。子犬が苦手。拓巳からは梢と並んで「貧乳姉妹」と称された。
学校にはほとんど登校せず、ほぼ毎日渋谷の街を徘徊している。"ガルガリ君ソーダ味"が大好きで自らアイデンティティ化している。彼女もギガロマニアックスであり、渋谷のどこかにいる「波多野 一成」という男を捜している。同時に自分の家族をメチャクチャに引き裂いた野呂瀬を恨み、希テクノロジーのことをかぎ回る。アニメでは台詞なしではあるが第3話から登場。拓巳の呼び方は「西條」。
原作で拓巳との初対面時に素足になり足の裏ドアップで足コキ（拓巳の妄想）をする際どいシーンがあるがアニメ版でも再現されていた。
続編の『らぶChu☆Chu!』ではかつて両親と一緒に住んでいた高級マンションで1人暮らしをしていると判明する。自宅内ではかなりズボラな生活態度であるが人並み程度に自炊をすることはできる。なお冷蔵庫の冷凍室にはガルガリ君ソーダ味が隙間なくびっしりと詰め込まれている。拓巳に好意を寄せているものの、当の本人からは普段の絡みが災いして本物ならありえないと否定されていた。本編の時点で既に進級が不可能なほどに学校をサボっており、出席日数が足りずに留年が決定している。彼女のルートのエンディングでは留年したが拓巳と一緒に過ごせる時間が増えてよかったとも語っており、卒業後は亡き父の研究を受け継ぐため拓巳と共にアメリカの大学へ進学している。
ゲーム内では明記されていないが、『STEINS;GATE』の主人公である岡部倫太郎とは作中の時期に偶然出会っている。岡部の言動があまりにも異常すぎたため「これ以上妄想はするな」と警告した。
ディソードのモデルの花は「グラジオラス」。二股に別れた刀身が特徴の大型の剣。本人はギガロマニアックスであることを隠そうとせず、しかも積極的にリアルブートを使用するので、最もプレイヤーが多く目にする機会があるディソードである。梢ともども事あらばリアルブートをして武器として扱うため梨深から「間違った使い方をしている」と指摘されている。ただし、決して本来の使い方ができないわけではない。
漫画作品『CHAOS;HEAD -BLUE COMPLEX-』ではセナが中心となって物語が展開される。
電撃オンラインが開催した第1回キャラクター人気投票での順位は2位で、第2回は3位（155票）。
楠 優愛（くすのき ゆあ）
声：たかはし智秋
年齢：17歳。誕生日：10月18日。身長：159m。体重：53kg。バスト：87cm。ウエスト：60cm。ヒップ：90cm。血液型：A型。誕生石：オパール。星座：てんびん座。好きな人は美愛。怒ると高圧的になるオタク。
ヒロインの一人。翠明学園3年生。誰に対しても敬語を使う心優しい眼鏡っ娘。普段は少し気弱でも一度決めたことはとことんやり遂げようとする性格。だが豹変すると冷徹かつ威圧的な口調と化して乱暴な手段を取るようになる。双子の妹＝美愛（声：たかはし智秋）がニュージェネ第一の事件「集団ダイブ」の被害者で、真相を暴くべくニュージェネ事件のことを独自に調べ回る過程で拓巳が解離性同一性障害者かつ事件の容疑者ではないかという推測に至り、「五段活用」と呼ばれる特徴的な詰問で彼を一方的に追い詰めていく（「知ってるよね？」と聞く場合なら立て続けに「知ってるに決まってる」「知ってなきゃおかしい」「知らないなんて言わせない」といった具合に反論を許さない問答で迫る）。
ギガロマニアックスの素養があり、物語前半では未覚醒ながらディソードが見えている。
実は本物の優愛は集団ダイブ事件に美愛として巻き込まれ既に死亡しており、こちらの優愛は美愛が自分は優愛であると思い込んでいる存在｡ニュージェネ第一の事件「集団ダイブ」の真相を暴こうとしていたのは美愛（と思い込んでいる本物の優愛）が巻き込まれた原因を知るのではなく、自分は美愛ではなく優愛であると思い込んだままでいたかったという自分では気づかない理由によるものであった。
アニメでは第1話から登場。原作、アニメ共に豹変時に拓巳を強烈な握力で押さえつけたが、アニメではボールを投げても後ろにいってしまうなど極度の運動オンチという設定が追加されている。拓巳の呼び方は「西條君」。たかはしは彼女について「ヤンデレ日本代表にエントリーできる」と語っているが、公式ではヤンデレではなくただヤンデルだけということになっている。
序盤で拓巳に言った発言はほとんどが嘘だが、続編の『らぶChu☆Chu!』では自らがオタクであることや拓巳への好意、そしてブラチューが好きだという気持ちだけは嘘偽りの無い真実だと自ら拓巳に明かしているものの、密かに脱オタクを目指していることや一方的に追い詰められた経験もあっで拓巳から苦手意識を持たれている。『らぶChu☆Chu!』では運動音痴な点が強調されており、泳いでいるのに溺れているようにしか見えない、戦闘に支障をきたすほど動きが遅いなどの深刻な事態となっている。彼女のルートは美愛と優愛で分岐していてどちらにするかはプレイヤーに委ねられている。
ディソードのモデルの花は「バラ」。持ち手に金色の装飾が付いている細身の剣である。
電撃オンラインが開催した第1回キャラクター人気投票での順位は6位で、第2回が7位（35票）。
折原 梢（おりはら こずえ）
声：辻あゆみ
年齢：16歳。誕生日：11月13日。身長：149cm。体重：40kg。バスト：73cm。ウエスト：51cm。ヒップ：75cm。血液型：O型。誕生石：トパーズ。星座：さそり座。好きな食べ物は焼肉。キレると手がつけられなくなる。
ヒロインの一人。翠明学園2年生。物語の途中で拓巳のクラスに転校してくる。見た目の愛らしさから異性の評判は良いが、同性（主に三住に好意を持つ女子たち）からは評判が悪い。一人称および愛称は「こずぴぃ」。語尾は「-なのら」。他にも特徴的な言葉遣いをするが、拓巳からは「三次元でやられると引く」と言われショックを受ける。性格はドジっ娘で泣き虫。しかし行動に躊躇というものがなく、顔に似合わぬ強烈な残虐性を持ち合わせている。転校前の故郷で集団ストーカーの被害に遭ったことから声を出せなくなり、トラウマの引き金となる鏡を見ると何もできなくなる。「妄想を読み取り、音声化すること」に特化したギガロマニアックスで、ディソードが無くてもテレパシーで他人と会話ができる。続編の『らぶChu☆Chu!』にて梨深が拓巳とキスしたのがバレたのも彼女の能力によるもの。セナとはよく行動を共にしており、梢曰くセナは東京に来てから初めての友達。またセナも知らなかったことであるが彼女の父・波多野とも会っており、ディソードの大切さを教えられたという（同時に「負の感情を否定するな」とも言われており、彼女の歯止めの無さの一因となっている）。アニメでは第3話から登場しているがセリフはほとんどすすり声しかなく、まともに喋るのは第7話から。またアニメにおいて唯一拓巳がいやらしい妄想をしなかった人物。拓巳の呼び方は「拓巳しゃん」。NOAHがZに区分されたのは彼女のルートが原因。
本編の終盤で拓巳の助けもありトラウマを克服し、『らぶChu☆Chu!』では誰とでも普通に会話できるようになった。そのことは彼女自身も感謝していて拓巳にも非常に懐いている。しかしセナ曰く抑えられていたものが解放されより歯止めの利かない状態であり、実際「好きな人を守り、嫌いな人は殺す」という元々あった極端な価値観から自分とセナ、および拓巳の害になるものは即座に排除しようと些細なことでもディソードを振り回す暴走キャラと化してしまった。彼女のルートエンディングでも拓巳がそれを抑える役に徹していた。
ディソードのモデルの花は「スノードロップ」で、剣というよりむしろ板に近いほど大きい両手剣である。梢の意志に従って標的を自動的に攻撃するため、戦闘時は彼女が剣を振るうというより、動いている剣を彼女が持っているかのような挙動になる。
漫画作品『CHAOS;HEAD -BLUE COMPLEX-』ではセナと共に物語の中心人物を務める。
電撃オンラインが開催した第1回キャラクター人気投票での順位は3位で、第2回が6位（88票）。
岸本 あやせ（きしもと あやせ）
声：榊原ゆい
年齢：16歳。誕生日：1月29日。身長：168cm。体重：49kg。バスト：81cm。ウエスト：56cm。ヒップ：82cm。血液型：O型。誕生石：ガーネット。星座：みずがめ座。好きなことは歌うこと。メンヘラ中二病。
ヒロインの一人。翠明学園の2年生で、拓巳とは違うクラス。人気バンド「ファンタズム」のボーカル「FES」として音楽活動もしている。長身で寡黙、神秘的で妖艶さをも持ち合わせる美少女だが、発言のほとんどが電波で一般人には理解不能な事ばかりするためコミュニケーションが取れる人物は極めて少ない。なぜか初見から拓巳を気に入っており、所々でギガロマニアックスに関するヒントを提供する。拓巳も人格はともかく歌手としては彼女を高く評価している。幼少期に精神異常をきたして医療施設に入れられ、精神的拷問の中でギガロマニアックスとして覚醒し、ディソードを手に入れた過去を持つ。自身の曲の歌詞がニュージェネ事件の様相と酷似し、幼少時の過去をネット上で暴露されたことから事件と関係があるのではと疑われている。周囲にトラウマを攻撃されたことにより自殺を図るが、奇しくもこの行動が拓巳をギガロマニアックスに覚醒させるきっかけとなり、同時に彼に対する崇拝にも近い好意をより強めることになった。自分を含む7人のギガロマニアックスを「邪神王グラジオールを倒す黒騎士」と思い込んでおり、これが終盤で大きな意味を持つことになる。リアルブートした水脈ごと敵を凍結させるコキュートスなどの技を持つ (ギガロマニアックスで技名をつけているのは彼女のみ)。アニメでは歌と共に第1話から登場。拓巳の呼び方は「拓巳」。
続編の『らぶChu☆Chu!』では野呂瀬との戦いで拓巳が死んだと勘違いしていため、彼との再会を誰よりも喜んでいた。また、チョコレートが大の好物だと判明し、創作チョコレート料理を考えたり、三食チョコレートでも一向に構わないと拓巳に公言するほどである。本編中でもチョコレートだけは邪心に染まらない食べ物として好んでいた。こちらへ来る前に戦いが終わったことで「歌う理由がなくなった」と一度はバンドを解散し音楽活動を止めかけたが、彼女のルートでは改めて自分にとって歌が欠かせないものであると認識し、現実世界へ帰還後はバンドを再結成。そして1年後の『STEINS;GATE』の時点ではメジャーデビューしており、アニメ「雷ネットバトラーズ」の主題歌を担当している。エンディングでは音楽活動の傍ら拓巳と同棲していることが語られている。
ディソードのモデルの花は「ダリア」。デザインに直線的な部分の無い流線型の剣。
電撃オンラインが開催した第1回キャラクター人気投票での順位は7位で、第2回は4位（98票）。
西條 七海（にしじょう ななみ）
声：宮崎羽衣
年齢：15歳。誕生日：2月17日。身長：152cm。体重：42kg。バスト77cm。ウエスト：54cm。ヒップ：80cm。血液型：B型。誕生石：アメジスト。星座：みずがめ座。好きな食べ物はフィッシュバーガー。ブラコン。
ヒロインの一人。拓巳の実妹。翠明学園の1年生で、実家から通学している。一人称は「ナナ」。兄である拓巳のことを「おにぃ」と呼び、少々ブラザーコンプレックス気味。活発で明るい性格。兄のことを一番に心配し「生存確認」として何度もベースに足を踏み入れるが、兄に対しては口が悪く、毎度のように言い争いになる。部活は無所属だが時折テニス部の助っ人として試合に出場している。ただし運動神経は優れているようだが、テニスの実力自体は人並み程度である。アニメ版と原作版とでカチューシャの色が異なる（アニメでは赤、原作では黒）。拓巳からもらったバングルを非常に気に入っており、大事にしている。少々食い意地が張っており、幼少の頃はよく拓巳と食べ物の取り合いで喧嘩したという。アニメでは第1話から登場。原作の終盤では野呂瀬にギガロマニアックスとして無理矢理覚醒させられ、バングルを付けている方の手を切断されてしまうが、アニメでは透けて無くなっている程度の描写であり、切断はされていない。またゲームでも最終的には将軍がリアルブートすることによって治っている。また拓巳、梨深と同じく「将軍」の存在を渋谷崩壊後も認識しており、真実を知ったその上で拓巳にはこれまでと変わらず妹として接している。
続編の『らぶChu☆Chu!』では真実を知った後もあって拓巳を巡る争いに妹としても異性としても対抗意識を燃やしている。事件へ巻き込んだ負い目から七海に対して拓巳は少々過保護気味となっている。彼女のルートエンディングでは拓巳が「西條拓巳」として生きるために共に両親の元へ向かう場面が描かれている。
ディソードのモデルの花は「トリカブト」。刀身だけでなく柄にまで刃や棘が並び、所有者である七海自身をも傷つける「諸刃の剣」である。七海を傷つけ、負荷が右手に集中することから拓巳も使用することに対して拒否感を見せている。出現方法も他とは異なり、右手首から血が垂れるように現れた滴が結晶化して広がりディソードを形成する。
電撃オンラインが開催したキャラクター人気投票では第1回、第2回共に1位。第2回での票数は278票。

### 『ブラッドチューン THE ANIMATION』のヒロイン
星来 オルジェル（せいら オルジェル）
声：友永朱音
誕生日：5月22日。身長：156cm。体重：42kg。バスト：88cm。ウエスト：56cm。ヒップ：87cm。血液型：B型。誕生石：エメラルド。星座：双子座。好きな食べ物は立ち食いそば。
作中のアニメ（劇中劇）『ブラッドチューン THE ANIMATION』のヒロイン。ツンデレで、言葉遣いが荒くなることが多い。拓巳のお気に入りのキャラクターで、拓巳のパソコンの壁紙が星来のイラストとなっている。拓巳の呼び方は「タッキー」。ヒロインたちのことは「梨深っち」など「っち」を着けて呼ぶ。口癖は「ぼけなす☆」。凶悪な外見の『サムライ☆コンデンサ』という魔法のステッキ（金棒）を持っている。拓巳が妄想に逃げ込む際に登場し、彼の弱い気持ちをそのまま反映させた言葉で拓巳の現実逃避を煽ろうとする。あまりに拓巳が依存しているため、終盤では拓巳への刺客として利用されたほど。原作での出番はそれほど多くはないが、アニメではメインキャラクター扱いのため、ほぼ毎回と言っていいほど実体化して（拓巳の妄想だが）頻繁に登場する。
続編の『らぶChu☆Chu!』ではキーキャラクターとなる。無言のまま幽霊のように渋谷に出没する。
ブラチューの設定では野球部のツンデレ女子高生で、何か（スライム状）と出会ったことで星のプリンセスを探している（ラジオより）。本名は天之河 星来（あまのがわ せいら）。
電撃オンラインが開催した第1回キャラクター人気投票での順位は8位で、第2回は9位（22票）。
エリンフレイ・オルジェル
声：加藤英美里（ゲーム）
『らぶChu☆Chu!』で初登場の『ブラッドチューン THE ANIMATION』の登場人物で、星来の妹。通称エリン。拓巳の呼び方は「ふっひっひー男」で、各ヒロインのことも悪口に近い呼び方をする。口癖は「どたわけ☆」。古風な口調が特徴で、常に尊大な物言いをする。自らの心象世界に取り込まれた拓巳に対して色々と毒口を叩くものの、拓巳のパソコンのモニターから出て来られないらしい。凶悪な外見の『オチムシャ☆コンパイラ』という魔法のステッキ（モーニングスター）を持っている。
電撃オンラインが開催した第2回キャラクター人気投票での順位は8位（27票）。
テレビアニメ版は未登場。

### その他のギガロマニアックス
将軍 / ニシジョウタクミ
声：代永翼
誕生日：6月21日。
本編のキーパーソンにして本物の西條拓巳。「将軍」というハンドルネームで拓巳とグリムが参加していたチャットに突然現れ、ニュージェネの関連画像のURLと「fun10×int40=Ir2」「その目だれの目」のメッセージを書き込み拓巳を戦慄させる。名前の由来は本人曰く「東郷将軍が好きだから」。車椅子に座り、皮膚は老化しているが、これは遺伝子に関わる不治の病によるもので、10歳の頃から成長が止まり声変わりも起きていない。実は彼の幼少時代に妄想した「あるもの」が物語の発端となっており、言うなれば全ての元凶である。自身はその妄想により「現実とのズレ」を起こし、年齢と肉体の不一致という存在の自己崩壊を招いた。また、能力に覚醒した自覚が無いまま幼少期より無意識にリアルブートを行なってきており、自分が行けなかった遠足のバスを事故に遭わせ、担任の教師を殺害してしまった。
希テクノロジーの追っ手から身を逃れるため、AH東京総合病院で入室している個室を隠している。拓巳をニュージェネの世界に招いたのは自分が原因で混乱した世界の修正を彼に託すためであり、そのために1年半の眠りと引き替えに現在の西條拓巳を作り上げた。「最強のギガロマニアックス」と呼ばれており、渋谷中から人が消えたかのような幻覚を見せる、他人の記憶を操作する、広範囲に及ぶ思考盗撮、他人のディソードの召喚など余命いくばくも無くなった現在でもその力は健在。
渋谷崩壊後、その存在は彼を知る全ての人々から完全に消去される。拓巳と梨深、そして七海だけがその後も存在を認識し、関連する記憶や出来事を全て受け継いでいる。セナたち他のギガロマニアックスも事実だけは認識している模様。
ディソードのモチーフは不明だが『CHAOS;HEAD Audio Complete』付属のプレリュード小説では茨に似たディソードだと語られている。平時はコンパクトに腕に巻き付いているが、強い妄想を行使する際は部屋一杯に広がるほどになり、全てのディソードの中で最も剣から離れた姿をしている。
野呂瀬 玄一（のろせ げんいち）
声：三宅健太
本作における事件の黒幕。政府の重要人物で、自身が強大なギガロマニアックスでもある希テクノロジーの社長。後述の倉持、猪鼻と供にノアIIを用いて世界の改革を企てようと暗躍する。そのために梨深を始めとし、社会的に既に死亡した扱いとなっている人間やギガロマニアックスの素養を持つ者などを拉致・監禁し拷問を加えていた。過去にセカンドメルトと呼ばれる人為的な地震で200人以上の死傷者を出し、最終実験のサードメルトでは関東大震災レベルの大地震を起こし渋谷の崩壊を招く。拷問のために七海の右手を切断し、妄想攻撃でギガロマニアックスに覚醒させたのも彼である。ギガロマニアックスに覚醒するためには必ず一度壊れる必要があるが、彼が覚醒した理由は不明。倫理や常識と言った一切を私利私欲のために無視しついには渋谷を崩壊させるという事態を招く。拓巳との最終決戦では存在理由を否定する妄想攻撃を用いた圧倒的な力で彼を追い詰めるものの、最後は化物として覚醒した拓巳にノアIIの結界を突破する楔として利用され、反粒子の波動を受けて消滅する。
ディソードのモデルの花は「リンドウ」。黄色い眼球を持ち、黒く禍々しい形状をしている。人一人を磔にできるほど巨大で、手元で操作すれば鋏のように可変する機構も持つ、他のディソードとはあらゆる面で一線を画す剣。

### 天成神光会の関係者
倉持 雄大（くらもち ゆうだい）
声：小形満
天成神光会の教祖。野呂瀬と共に暗躍するが裏切られ、殺される。
猪鼻 康三（いのはな こうぞう）
声：楠見尚己
与党衆議院議員。希テクノロジーが起こした事件を報道関係に圧力をかけて揉み消そうとする。野呂瀬と共に暗躍するが裏切られ、殺される。
なお倉持と猪鼻は典型的な「権力の犬」として描かれているとのこと。
諏訪 護（すわ まもる）
声：保村真
警視庁刑事部捜査一課に所属する巡査部長。「-ッス」と若者らしい口調で話す。真面目で真摯な性格の新人刑事で「スパークウォーズ」という映画のファン。だがその正体は天成神光会の信者にしてニュージェネ真犯人の一人のオタク。判、波多野を殺害し、さらにノアIIの端末によって人工のギガロマニアックスとなりセナと梢をも殺害しようとするが、駆け付けてきた拓巳に敗北し、死亡する。戦闘能力は高く、ギガロマニアックスの能力と磔事件の杭による攻撃で拓巳を追い詰める。
葉月 志乃（はづき しの）
声：青木紀子
AH東京総合病院精神科の看護師。高科史男の助手。看護師らしい優しい態度と笑顔が特徴の童顔の美人。しかしその正体は天成神光会の信者でニュージェネ事件の実行犯の一人。グリムの正体は彼女である。恋人の諏訪と結託して暗躍している。｢妊娠男｣の胎児は彼女の子供で、父親は諏訪(倉持の命令でこの事件のために喜んで帝王切開で取り出し、命を捧げた)。最期は拓巳の力で自身の犯行の全てを暴露され、自ら命を絶つ。
ある条件を満たすと立ち絵とCGが眼鏡を掛けたものに変化し、NOAHでは実績解除の条件にもなっている。また、アニメ版では最初から眼鏡を掛けている。
電撃オンラインが開催した第1回キャラクター人気投票での順位は9位。
グリム
声：-
「エンスー」での拓巳のパーティー仲間の一人で、毎日のようにチャットをしており、拓巳に情報を提供する。最近はニュージェネの話題にはまっているらしく、追い詰められている拓巳に対して空気を読まずに様々な情報や画像、ニュージェネ関連のニュース記事のURLを教えてくる。拓巳同様2ちゃんねる用語を使用する。その正体は葉月志乃であったことが物語の終盤で明らかになる。
波多野 一成（はたの いっせい）
声：浜田賢二
ホームレスのようなみすぼらしい格好をした男性。警告のようなものを書いた白い板を持ち、いつも渋谷の路上や公園に座り込んでいる。元は希テクノロジーの研究員で作文の裏に書かれた「Ir2」を発見した人物。天成神光会の信者であり、自分の妻を実験に捧げてしまった過去を持つ。
研究の影響か"心の声"を明確に送ることができ、折原 梢に対しディソードに関する知識や重要なヒントを教える。物語終盤で娘であるセナに殺されることが自身にとっての最善の贖罪であると語るが、その直後に諏訪の襲撃に遭いセナを庇って彼に殺害され、死の間際にノアIIの在り処を伝える。ただしルートによっては罠に嵌められ意図せずして殺害されてしまう場合もある。

### その他の登場人物
三住 大輔（みすみ だいすけ）
声：小野大輔
翠明学園2年生。拓巳のクラスメイトで、クラスの誰とも会話しようとしない拓巳に積極的に話しかけてくる稀有な人物。拓巳の趣味を否定することをせず、半引きこもりの拓巳を気にかけている数少ない人物でもある。二枚目で友好的なため女子にモテているが、女好きを公言している上に常に複数の交際相手がおり、典型的なナンパ男で拓巳曰く「下半身で物を考える男」。拓巳と友人関係を築いたきっかけを全く覚えておらず、本編の最後まで明かされなかった。Xbox 360版の『NOAH』で追加されたどのルートでも結局明かされなかったが、とあるルートで梨深が、タクミ(将軍)の妄想の力の操作によるもの、あるいは何の干渉も無くただ純粋に友人になったのではないかと推測していた。左耳にピアスをしている。Xbox 360版の『NOAH』のとあるルートでは性格が変わる。アニメ版では百瀬同様第10話以降登場しない。
電撃オンラインが開催した第1回キャラクター人気投票での順位は10位。
判 安二（ばん やすじ）
声：一条和矢
警視庁刑事部捜査一課に所属する警部補。一課では窓際族扱いされている。人と歪んだ態度で接することが多く、口も悪い。しかし本心から事件の真相を暴こうと動いており、刑事ならではの賢明で柔軟な思考を持っている。渋谷のGEレートの数値が異常な変化をしていることに着目し、結果的に事件の核心に近付き過ぎたため、物語終盤で諏訪に殺害される。
百瀬 克子（ももせ かつこ）
声：くじら
信用調査会社「フリージア」社長。判の調査協力者。普段はとても大らかな性格の持ち主だが職場では信頼が厚く、優秀な人物。甘い物が大好物。渋谷が崩壊した際に行動を共にしたあやせ、優愛が持つディソードを見てギガロマニアックスの存在を素直に受け入れるなど、思考は柔軟。アニメでは第10話を最後に登場せず、渋谷崩壊の際の彼女の状況も描かれていない。あるルートでは驚きの正体が判明する。続編『CHAOS;CHILD』にも登場する。
高科 史男（たかしな ふみお）
声：石田彰
過去に拓巳の主治医だった精神科医だが、再び訪れた拓巳に対して初対面的な振る舞いをする。「ノータリン」の被害者である。41歳没。
楠 美愛（くすのき みあ）
声：たかはし智秋
優愛の双子の妹で、集団ダイブの被害者の一人。幼い頃から周囲に冷めた態度を取り、姉と比べてあまりいい評価は受けなかったが、それも全ては姉のために自分が我慢していた結果であり本当は優しい性格の持ち主。姉と異なり都立淡藤高校（翆明よりレベルは低いらしい）に通うが、それも家庭の経済事情を考えて素行を悪くし内申点を下げたため。今時の女子高生と言った感じの姿や立ち居振る舞いをするが、アニメやPCに詳しい一面も持つ。姉とは違い眼鏡は掛けない。
集団ダイブ事件の前日、日記に「その目だれの目？」と書き込んだ後アニメのオフ会に出向き事件に巻き込まれ死亡したとされていたが、実はこの件に巻き込まれたのは美愛でなく優愛であり、その後は美愛が自分は優愛であるだと思い込んでいた。
電撃オンラインが開催した第2回キャラクター人気投票での順位は10位（13票）。
藤田 耕平（ふじた こうへい）
声：金野潤
無職。19歳。西條拓巳をボコった3人組の一人。「DQNパズル」の被害者である。
安沢 三郎（やすざわ さぶろう）
声：波多野和俊
大学生。20歳。西條拓巳をボコった3人組の一人。「DQNパズル」の被害者である。
鷹木 了（たかぎ りょう）
声：小松史法
とび職。19歳。西條拓巳をボコった3人組の一人。「DQNパズル」の被害者である。
松永（まつなが）
声：福田信昭
警視庁主任刑部捜査一課に所属する主任捜査官。判や諏訪の上司。

## スタッフ
- 企画 - 5pb.
- 企画原案 - 志倉千代丸
- 原画 - 松尾ゆきひろ（5pb.）
- 脚本 - 林直孝（5pb.）
- キャラクターデザイン - ささきむつみ
- プロダクトデザイン - CHOCO
- 3D・CGI - ポリゴン番長
- 主題歌 - 志倉千代丸
- 音楽 - 5zizz

## 主題歌

### 本編主題歌
オープニング「Find the blue」
作詞・作曲 - 志倉千代丸 / 編曲 - 磯江俊道 / 歌 - いとうかなこ
エンディング「グラジオール」
作詞 - 志倉千代丸 / 作曲・編曲 - 林達志 / 歌 - ファンタズム（FES 榊原ゆい）
エンディング「クライ」
作詞 - 江幡育子 / 作曲・編曲 - 磯江俊道 / 歌 - いとうかなこ
エンディング「Desire blue sky」
作詞 - 江幡育子 / 作曲・編曲 - 磯江俊道 / 歌 - いとうかなこ
挿入歌「罪過に契約の血を」
作詞 - 志倉千代丸 / 作曲・編曲 - 林達志 / 歌 - ファンタズム（FES 榊原ゆい）

### NOAH主題歌
オープニング「fake me」
作詞・作曲 - 志倉千代丸 / 編曲 - 磯江俊道 / 歌 - いとうかなこ
エンディング「アレルイヤの福音」
作詞 - 志倉千代丸 / 作曲・編曲 - 林達志 / 歌 - ファンタズム（FES 榊原ゆい）
エンディング「A WILL」
作詞 - 江幡育子 / 作曲・編曲 - 磯江俊道 / 歌 - いとうかなこ
梨深編エンディング「Trust in me」
作詞 - 橋詰亮子 / 作曲・編曲 - 勝誠二 / 歌 - 咲畑梨深（喜多村英梨）
七海編エンディング「Love Power」
作詞 - 葉月みこ / 作曲 - 林漁太 / 編曲 - 幡手康隆 / 歌 - 西條七海（宮崎羽衣）
あやせ編エンディング「心の闇を切り裂いて」
作詞 - 葉月みこ / 作曲 - TK-J / 編曲 - 林達志 / 歌 - ファンタズム（FES 榊原ゆい）
セナ編エンディング「Calling」
作詞 - 吉野麻希 / 作曲 - 沢村竣 / 編曲 - Orca / 歌 - 蒼井セナ（生天目仁美）
梢編エンディング「ちいさな声に気づいて」
作詞 - 夏蓮 / 作曲 - 平川達也 / 編曲 - 南利一 / 歌 - 折原梢（辻あゆみ）
優愛編エンディング「WHITE LILY」
作詞 - 絵莉 / 作曲・編曲 - 酒井陽一 / 歌 - 楠優愛（たかはし智秋）
挿入歌「密教の首飾り」
作詞 - 志倉千代丸 / 作曲・編曲 - 林達志 / 歌 - ファンタズム（FES 榊原ゆい）
PSP版オープニング「Fetishism Ark」
作詞・作曲 - 志倉千代丸 / 編曲 - 磯江俊道 / 歌 - いとうかなこ
PSP版エンディング「イノセンス」
作詞 - 夏蓮 / 作曲・編曲 - 林達志 / 歌 - ファンタズム（FES 榊原ゆい）
PS3版オープニング「カオスロジック」
作詞・作曲 - 志倉千代丸 / 編曲 - 磯江俊道 / 歌 - いとうかなこ

### らぶChu☆Chu!主題歌
オープニング「シンクロしようよ」
作詞・作曲 - 志倉千代丸 / 編曲 - 新井健史 / 歌 - nao
エンディング「祈りのヴィオレット」
作詞 - 葉月みこ / 作曲・編曲 - 林達志 / 歌 - ファンタズム（FES 榊原ゆい）
エンディング「この空の彼方に」
作詞 - 葉月みこ / 作曲・編曲 - 大島こうすけ / 歌 - いとうかなこ
PSP版オープニング「フラグ立てようよ」
作詞・作曲 - 志倉千代丸 / 編曲 - 新井健史 / 歌 - nao
PSP版エンディング「翡翠のカヴィリエーレ」
作詞 - 葉月みこ / 作曲・編曲 - 林達志 / 歌 - ファンタズム（FES 榊原ゆい）
PSP版エンディング「果てしない蒼空へ」
作詞 - 葉月みこ / 作曲 - 青野ゆかり / 編曲 - 伊藤俊 / 歌 - いとうかなこ
PS3版オープニング「極上HEAVEN」
作詞・作曲 - 志倉千代丸 / 編曲 - 新井健史 / 歌 - nao

## 出版物

### 漫画
以下の3誌で漫画化作品が連載。ほかにアンソロジー集もある。
CHAOS;HEAD
『月刊コミック電撃大王』（KADOKAWA）にて2008年7月号から2009年6月号まで連載。作画はすみ兵。単行本は全1巻。
1. 2009年4月27日発売 ISBN 978-4-04-867792-9

CHAOS;HEAD -BLUE COMPLEX-
『月刊コミックアライブ』（KADOKAWA）にて2008年11月号から2009年9月号まで連載。セナと梢を中心とした外伝的作品。作画は沙垣長子。単行本は全2巻。
1. 2009年2月23日発売 ISBN 978-4-8401-2531-4
2. 2009年8月22日発売 ISBN 978-4-8401-2903-9

かおすへっどH（ひーたっぷ）
『月刊コミックラッシュ』（ジャイブ）にて2008年11月号から2009年4月号まで連載。作画はみづきたけひと。本作は他の2作品と異なり、原作ゲームやアニメを忠実に漫画化したものではなくラブコメ要素を強化したスピンオフ作品という扱いになっている。単行本は全1巻。
1. 2009年3月27日発売 ISBN 978-4-86176-644-2

CHAOS;HEAD 公式アンソロジーコミック 妄想暴走編
KADOKAWAより発売のアンソロジーコミック。
1. 2009年3月23日発売 ISBN 978-4-8401-2545-1

CHAOS;HEAD らぶChu☆Chu!
『らぶChu☆Chu!』のコミカライズ版。『ファミ通コミッククリア』（KADOKAWA）で2010年9月から2012年4月まで連載。ストーリー構成を日暮茶坊、作画を杜講一郎×さくらあかみが担当。
1. 2011年3月14日発売 ISBN 978-4-04-727153-1
2. 2011年12月15日発売 ISBN 978-4-04-727692-5
3. 2012年6月15日発売 ISBN 978-4-04-728130-1

### 小説
ハーヴェスト出版・なごみ文庫から以下の作品が刊行されている。
ブラッドチューン THE NOVELIZATION
2008年11月初版 ISBN 978-4-434-12306-1
星来オルジェルを主役にしたスピンオフ作品。著者：糸井健一、挿絵：ユキヲ。
かおす;へっど
2008年12月初版 ISBN 978-4-434-12310-8
コメディ要素を強化した作品で、キャラクターが全員が小さくなっている。『かおすへっどH』とは無関係。著者：糸井健一・小形聖史。

### ファンブック
Chaos;HEAd NoAHビジュアル・ガイドブック
2009年5月1日初版 ISBN 978-4-861-76667-1
編著：ランアンドガン
カオスヘッド＆シュタインズ・ゲート 科学アドベンチャーシリーズ マニアックス
2010年12月17日初版 ISBN 978-4-798-60146-5
カオスヘッド コンプリート アートブック
2011年4月9日初版 ISBN 978-4-797-36403-3
編著：ゲーマガ編集部

## テレビアニメ
2008年10月から同年12月まで全12話が放送された。ハイビジョン制作。タイトル表記は、公式サイトのテキスト表記では『カオスヘッド』（CHAOS;HEAD）、ロゴではカタカナ表記が大きくされた『カオス;ヘッド -CHAOS;HEAD-』、番組表上ではtvkのみ英字表記。
基本的に原作のトゥルールート（Blue Skyルート）に準じたストーリーだが、一部相違点があり、原作に見られる残酷描写は全面的に削除、もしくは別の表現に差し替えられた。
製作委員会には在阪局である読売テレビの100%子会社「読売テレビエンタープライズ」が関わっているが、読売テレビをはじめとする日本テレビ系列では放送されなかった。地上波では関東の独立局であるチバテレビ、テレ玉、tvk、TOKYO MXのみの放送となっている。
2017年、続編である『CHAOS;CHILD』のテレビアニメ第0話でダイジェストとして放送。映像も一新され、ゲームの内容に沿ったものに変更されている。そのため、本作のテレビアニメでは起きなかった「美味い手」の事件も発生している。一部キャラクター、黒幕の存在などは描かれず、『CHAOS;CHILD』の1話に続く形で締めくくられている。

### スタッフ（アニメ）
- 監督 - 石山タカ明[10]
- シリーズ構成・脚本 - 井上敏樹[10]
- キャラクター原案 - ささきむつみ[10]、CHOCO
- キャラクターデザイン - 島村秀一[10]
- 総作画監督 - 小堺能夫
- 美術監督 - 鈴木俊輔
- 色彩設計 - 田中千春
- 撮影監督 - 松井伸哉
- 編集 - 木村佳史子
- 音響監督 - 中嶋聡彦
- 音楽 - tOkyO
- プロデューサー - 角田博昭、植田泰生、原史倫、沼生祐介、小柳路子
- アニメーションプロデューサー - 森脇誠、北田修一、野嵜綾
- アニメーション制作 - マッドハウス[10]
- 製作著作 - 「CHAOS;HEAD」製作委員会（読売テレビエンタープライズ、VAP、マッドハウス、キッズステーション、5pb.）

### 主題歌（アニメ）
オープニングテーマ「F.D.D.」
作詞・作曲 - 志倉千代丸 / 編曲 - 磯江俊道 / 歌 - いとうかなこ
エンディングテーマ「Super Special」
作詞・歌 - 加賀美セイラ / 作曲 - 駒場雅信 / 編曲 - Takashi Ikezawa　/ 作曲補佐 - Koichi MAKAI
挿入歌
「磔のミサ」（第1話、第3話、第11話）
「遙かなるイディヨナ」（第3話）
作詞 - 志倉千代丸 / 作曲 - 林達志 / 歌 - ファンタズム（FES 榊原ゆい）

### 各話リスト
| 話数 | サブタイトル      | 絵コンテ   | 演出                             | 作画監督                                                 |
| ---- | ----------------- | ---------- | -------------------------------- | -------------------------------------------------------- |
| 1    | 起動 boot up      | 宍戸淳     | 大谷肇                           | 大塚美登理、渡辺和夫 小堺能夫                            |
| 2    | 自我 ego          | 石山タカ明 | 臼井文明                         | PARK KI DUG LEE SI MIN                                   |
| 3    | 接触 contact      | 石山タカ明 | 川畑喬                           | 高木晴美 小林多加志                                      |
| 4    | 初動 commencing   | 堀之内元   | 川久保圭史                       | 玉井公子、LEE SI MIN KWON YONG SANG                      |
| 5    | 先導 guidance     | 南雲福蔵   | 高木秀文                         | PARK KI DUG                                              |
| 6    | 抱擁 embracement  | 石山タカ明 | 草野新二郎                       | LEE SI MIN KWON YONG SANG                                |
| 7    | 自覚 realization  | 森田浩光   | 臼井文明                         | 玉井公子、大塚美登理 渡辺和夫                            |
| 8    | 連動 linkage      | 吉川博明   | 小野田雄亮                       | PARK KI DUG                                              |
| 9    | 拒絶 rejection    | 石山タカ明 | 石踊宏                           | 川島尚                                                   |
| 10   | 洗礼 purification | 森田浩光   | 川久保圭史                       | 玉井公子                                                 |
| 11   | 自立 independence | 森田浩光   | 高木秀文 草野新二郎              | 玉井公子 大塚美登理                                      |
| 12   | 使命 mission      | 石山タカ明 | 石山タカ明 川久保圭史 草野新二郎 | 大塚美登理、玉井公子 渡辺和夫、LEE SI MIN KWON YONG SANG |

### 放送局
| 放送地域 | 放送局             | 放送期間                       | 放送日時           | 放送区分           | 備考             |
| -------- | ------------------ | ------------------------------ | ------------------ | ------------------ | ---------------- |
| 千葉県   | チバテレビ         | 2008年10月9日 - 12月25日       | 木曜 23:00 - 23:30 | 独立UHF局          |                  |
| 埼玉県   | テレ玉             | 2008年10月9日 - 12月25日       | 木曜 25:30 - 26:00 | 独立UHF局          |                  |
| 神奈川県 | tvk                | 2008年10月11日 - 12月27日      | 土曜 25:30 - 26:00 | 独立UHF局          |                  |
| 日本全域 | キッズステーション | 2008年10月14日 - 2009年1月6日  | 火曜 24:00 - 24:30 | CSチャンネル       | リピート放送あり |
| 東京都   | TOKYO MX           | 2008年10月14日 - 12月30日      | 火曜 26:00 - 26:30 | 独立UHF局          | 作品の舞台地     |
| 日本全域 | ShowTime           | 2008年12月12日 - 2009年2月20日 | 金曜 18:00 更新    | インターネット放送 |                  |
| 日本全域 | GYAO!              | 2009年1月18日 - 4月6日         | 日曜 12:00 更新    | インターネット放送 |                  |
| 日本全域 | AT-X               | 2016年10月14日 - 12月30日      | 金曜 22:30 - 23:00 | CSチャンネル       | リピート放送あり |

### ドラマCD
CHAOS;HEAD ドラマCD -The parallel bootleg-
2008年12月3日にティームエンタテインメントより発売。

## ラジオ
全3シリーズが音泉で配信された。シリーズごとに内容は刷新されたが、それぞれ第一期・第二期・第三期に位置づけられている。
| タイトル                                     | 開始           | 終了          | 回 | パーソナリティ | パーソナリティ |
| -------------------------------------------- | -------------- | ------------- | -- | -------------- | -------------- |
| CHAOS;HEADラジオ 妄想電波局                  | 2008年3月28日  | 2008年5月30日 | 10 | 吉野裕行       | 喜多村英梨     |
| ラジオCHAOS;HEAD Love×2中毒注意報            | 2010年2月11日  | 2010年4月15日 | 9  | 友永朱音       | 加藤英美里     |
| ラジオCHAOS;HEAD3 Love×2中毒注意報♥Portable! | 2010年11月11日 | 2011年1月20日 | 6  | 友永朱音       | 加藤英美里     |